# 안축 근재집 목판
안축 근재집 목판(安軸 謹齋集 木板)은 대한민국 경상남도 함안군 가야읍 신음리에 있는, 조선 영조 16년(1740)에 고려후기 문신이자 『관동별곡』, 『죽계별곡』의 저자인 안축(1287∼1348)의 문집을 판각한 책판이다.
1979년 12월 29일 경상남도의 유형문화재 제174호 근재집 책판으로 지정되었다가, 2018년 12월 20일 현재의 명칭으로 변경되었다.

## 개요
이 책판은 조선 영조 16년(1740)에 고려후기 문신이자 『관동별곡』, 『죽계별곡』의 저자인 안축(1287∼1348)의 문집을 판각한 것이다.
안축은 고려말의 문신으로 고향 순흥(지금의 풍기)에서 세력을 다져 중앙에 진출한 신흥유학자 가운데 한 사람으로, 탁월한 재주로 학문에 힘썼다. 문과에 급제한 후에는 여러 벼슬을 했다.
안축의 사위인 정양생이 고려 공민왕 14년(1365)에 안축이 지은『관동와주집』을 청주에서 간행한 것을 비롯하여 그의 손자 안숭선이 미처 수록되지 못한 유고를 편집, 정리하여 세종 27년(1445)에 목판본으로 간행하였다. 이 문집은 일찍이 제주도에서 간행하여 나주로 옮겨 보존했으나 오랜 세월이 흘러 없어져 버렸다.
1909년에 의령, 함안에 사는 안축의 후손들이『근재집』이 간행된 지 오래되어 1910년 여름에 함안에서 완전하게 간행하였다.
이『근재집』은 전부 4권 2책으로 발간하고 안유상이 발문을 붙였다.

## 같이 보기
- 안축

## 참고 문헌
- 안축 근재집 목판 - 국가유산청 국가유산포털